# Daxindian (köpinghuvudort i Kina, Shandong Sheng, lat 37,62, long 120,85)
Daxindian (kinesiska: 大辛店, 大辛店镇) är en köpinghuvudort i Kina. Den ligger i provinsen Shandong, i den östra delen av landet, omkring 360 kilometer öster om provinshuvudstaden Jinan. Antalet invånare är 67 453. Befolkningen består av 33 441 kvinnor och 34 012 män. Barn under 15 år utgör 9,0 %, vuxna 15-64 år 75 %, och äldre över 65 år 14,0 %.
Runt Daxindian är det tätbefolkat, med 319 invånare per kvadratkilometer. Daxindian är det största samhället i trakten. Trakten runt Daxindian består till största delen av jordbruksmark.
Genomsnittlig årsnederbörd är 750 millimeter. Den regnigaste månaden är juli, med i genomsnitt 295 mm nederbörd, och den torraste är januari, med 11 mm nederbörd.